# Katecheze

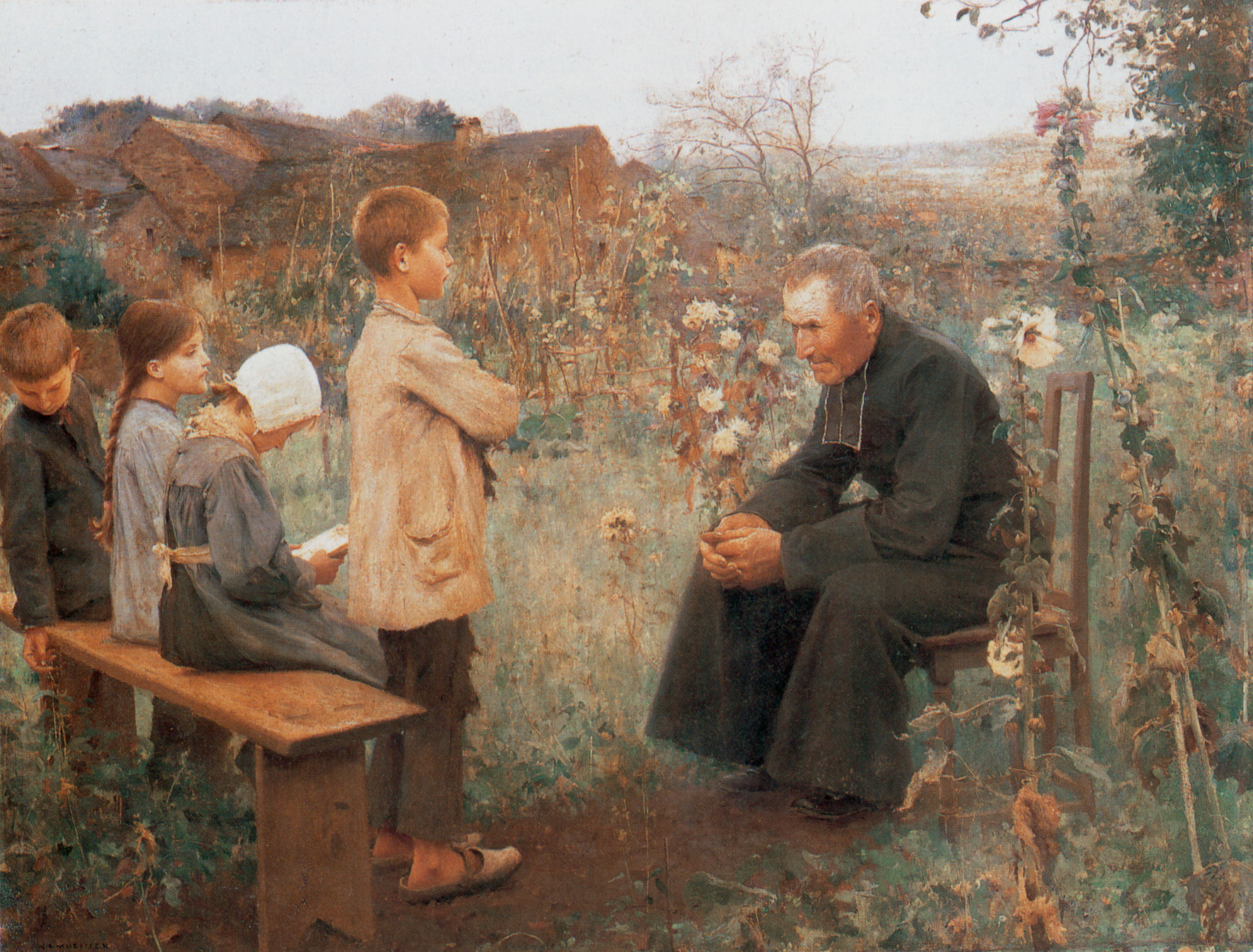
Lekce katechismu od Jules-Alexise Meuniera

Katecheze (z řec. κατηχειν katéchein vzdělávat) je celistvá a systematická formace za účelem výchovy víry dětí, mládeže i dospělých ke křesťanské zralosti (Instrumentum Laboris č. 43). Osoba, která vyučuje náboženství (či připravuje katechezi), se nazývá katecheta.
Slova „katecheze“ se používá většinou v křesťanských církvích a znamená teoretické a praktické uvedení do křesťanského života, křesťanské vyučování. Již od nejstarších dob byla katecheze přípravou na přijetí svátostí, zvláště křtu, v pozdější době (u katolíků) na první svaté přijímání či (u protestantů) na konfirmaci. Křestní katecheze probíhají v katechumenátu, tj. období přípravy na křest, která vrcholí v postní době.
Katecheze může značit též jednotlivou hodinu náboženství, resp. kázání pro děti s určitým pedagogickým cílem. V katolickém prostředí se slova používá též pro vyučování, které má prohloubit křesťanskou víru u dospělých.

## Modely křesťanského vyučování

### Biblické hodiny
Jde o klasickou skupinovou formu výuky katechismu v katolickém prostředí anebo jde o biblickou exegezi v protestantském prostředí, kde Bible může být vykládána po jednotlivých verších a nebo po tematických pasážích, většinou s možností diskuze.

### Nedělní škola
Malé děti se většinou vzdělávají v nedělní škole, kterou mají po nebo místo bohoslužeb. Systém je rozšířen především u protestantů.

### Výuka náboženství na školách
V religiózních oblastech se obvykle křesťanské vzdělávání koná na školách. Záležitost upravuje pokyn Ministerstva školství.

### Vzdělávací kurzy
Organizují buď jednotlivé křesťanské sbory pro své členy, většinou s použitím církví vydaných učebnic či jiných vzdělávacích materiálů. V poslední době je však trend posílat členy do teologických škol, které nabízejí i vzdělávací programy pro laiky.

### Kurzy Alfa
Kurz Alfa je o skupinové setkávání lidí, kteří se zpravidla zvou na večeři, při které se probírají různá biblická témata.

### Individuální křesťanské vyučování
Jedná se většinou o sborové vzdělávací programy, kdy se lidé učí sami, nebo za pomoci učitele (člověka staršího v Kristu). Některé university, např. Global University nabízí dálkové studium po e-mailu za pomoci odborného tutora.

### Princip vzdělávacích kurzů obecně
V evropském prostředí je tradičně dáván důraz na kvalifikaci vzdělávacích pracovníků. Kurzy vede většinou pastor (farář) a nebo jím pověřený učitel (katecheta) či jiný osvědčený člen křesťanského sboru. Vyučování probíhá skupinově a výsledkem bývá většinou nějaké osvědčení, splnění podmínek k přijetí do církve, kvalifikace k výkonu služby v církvi, apod.